# Single Album (Album)
Single Album ist das 14. Studioalbum der amerikanischen Punkrockband NOFX. Es wurde am 26. Februar 2021 über Fat Wreck Chords veröffentlicht.

## Hintergrund
Das Album wurde 2020 mit Bill Stevenson und Jason Livermore im Motor Studio, San Francisco, aufgenommen. Es ist das erste Studioalbum der Band seit fast fünf Jahren seit First Ditch Effort aus dem Jahr 2016 und markiert die längste Lücke zwischen zwei NOFX-Studioalben; Zwischen 2016 und 2021 veröffentlichte die Band jedoch eine Reihe einmaliger Singles und ein Split-Album, West Coast vs. Wessex (2020), auf dem NOFX fünf Songs von Frank Turner coverte.
Das Album sollte ursprünglich als Doppelalbum veröffentlicht werden, aber die COVID-19-Pandemie veranlasste die Band, nur ein einziges Album zu veröffentlichen, daher der Titel. Fat Mike hat weiter ausgeführt, dass die geplante zweite CD des Albums kein positives Feedback erhalten habe und daher verworfen wurde.
Fish in a Gun Barrel wurde erstmals 2019 digital veröffentlicht, während I Love You More Than I Hate Me und Doors and Fours – zusammen mit anderen Songs, die es nicht auf das Album schafften – im Laufe des Jahres 2020 sporadisch als Reaktion auf COVID-19-bedingte Sperrungen in Kalifornien veröffentlicht wurden.
Zum Album wurden drei Musikvideos veröffentlicht. Das Video zu I Love You More Than I Hate Me spielt auf einer Hausparty, bei der alle vier Bandmitglieder auf verschiedene Weise Selbstmord begehen, wobei sie vom Rest der Party ignoriert werden. Das Video zeigt The Bombpops, die für NOFX einspringen und den Song spielen. Das Video zu Doors and Fours besteht größtenteils aus Archivmaterial der L.A.-Hardcoreszene der frühen 1980er Jahre, aus der NOFX stammt. Das Musikvideo Linewleum – eine sarkastische Neuinterpretation von Linoleum aus Punk in Drublic – zeigt Avenged Sevenfold beim Spielen des Liedes sowie Aufnahmen zahlreicher Bands, die Linoleum covern. Ein zweites Video, das kurz darauf veröffentlicht wurde, besteht ausschließlich aus Aufnahmen weiterer Bands, die den Song covern.

## Titelliste
| Nr.          | Titel                                 | Länge |
| ------------ | ------------------------------------- | ----- |
| 1.           | „The Big Drag“                        | 5:48  |
| 2.           | „I Love You More Than I Hate Me“      | 2:36  |
| 3.           | „Fuck Euphemism“                      | 2:14  |
| 4.           | „Fish in a Gun Barrel“                | 3:35  |
| 5.           | „Birmingham“                          | 3:34  |
| 6.           | „Linewleum (feat. Avenged Sevenfold)“ | 3:19  |
| 7.           | „My Bro Cancervive Cancer“            | 2:28  |
| 8.           | „Grieve Soto“                         | 3:57  |
| 9.           | „Doors and Fours“                     | 4:49  |
| 10.          | „Your Last Resort“                    | 3:59  |
| Gesamtlänge: | Gesamtlänge:                          | 36:19 |

## Rezeption
David McLaughlin von Kerrang! bewertete die Veröffentlichung mit 4 von 5 und erklärte: „Wenn Sie sich schon vor Jahren für NOFX entschieden haben, ist es unwahrscheinlich, dass Single Album dies ändern wird, aber auch wenn dies nicht für jeden von entscheidender Bedeutung ist, so ist es doch so für den gebeutelten Anführer der Band“. Carys Hurcom von Wall of Sound gab dem Album eine 8/10 und schrieb: „Jeder, der sich weigert, NOFX über die späten 1990er hinaus zu hören, wird enttäuscht sein – einige Fans werden eine Weile brauchen, um sich an die musikalische Vielfalt zu gewöhnen, während andere diese zu schätzen wissen.“